# 최원철 (정치인)
최원철(崔源哲, 1964년 12월 5일~)은 대한민국의 정치인이다. 제15대 충청남도 공주시장(2022. 7. 1.~)이다.

## 학력
- 유구국민학교 졸업
- 유구중학교 졸업
- 공주대학교사범대학 부설고등학교 졸업
- 인천대학교 공과대학 건축공학 학사
- 공주대학교 정책융합전문대학원 정책학 석사수료
- 공주대학교 정책융합전문대학원 정책학 박사수료
- 조지 워싱턴 대학교 대학원 사회학·정치학 박사수료

## 경력
- 국립 공주대학교 발전위원회 위원
- (사)공주고도육성세계유산관리주민협의회 기획조정분과 위원장
- 공주교육대학교 부설초등학교 운영위원
- 한나라당 공주시·연기군 지구당 사무국장
- 20대, 21대 국회 정진석 의원실 보좌관
- 국민의힘 충청남도당 공주시·부여군·청양군 당원협의회 사무국장
- 윤석열 대통령 후보 공주시선대위 공동선대위원장
- 2022. 6. 1. 제8회 전국동시지방선거 당선(충남 공주시장, 국민의힘, 초선)[3]
- 2022. 7.~ 제10대 민선 8기 충청남도 공주시장[1][2]
- 2022. 7.~ 공주시한마음장학회 이사장

## 역대 선거 결과
| 실시년도 | 선거      | 대수 | 직책 | 선거구      | 정당     | 득표수   | 득표율          | 순위 | 당락 | 비고           |
| -------- | --------- | ---- | ---- | ----------- | -------- | -------- | --------------- | ---- | ---- | -------------- |
| 2022년   | 지방 선거 | 15대 | 시장 | 충남 공주시 | 국민의힘 | 27,463표 | \| \| 55.15% \| | 1위  |      | 초선, 민선 8기 |
|          | 55.15%    |      |      |             |          |          |                 |      |      |                |